# Hermann Schadeberg
Hermann Schadeberg ou Hermann de Bâle (Hermann von Basel,) est un peintre et peintre verrier actif vers 1399-1449. Il a créé divers vitraux, et peut-être également créé des illustrations pour des livres.

## Éléments biographiques
Probablement originaire de Bâle, Hermann Schadeberg est mentionné pour la fois dans un document de Strasbourg en 1399. À cette époque il était déjà tenu en haute estime à Strasbourg, et en 1410 il est élu au grand conseil de la guilde des orfèvres et peintres d'enseignes. Cependant, aucune de ses peintures n'est connue avec certitude, bien que certaines indications figurent dans les livres de comptes encore conservés.

## Travaux
D'après des rapprochements de documents opérés dans les archives strasbourgeoises, on identifie depuis 2008 Hermann Schadeberg avec le Maître de la Crucifixion au Dominicain de Colmar, maître qui a réalisé l'une des premières peintures sur panneau au nord des Alpes avec son tableau de la Crucifixion daté de 1410 ou 1415. L'attribution à Schadeberg, dont on peut démontrer qu'il travaillait comme artiste à Strasbourg à cette époque, est le résultat d'une longue série de tentatives d'identification du créateur de cette œuvre.
Hermann Schadeberg aurait également fourni des cartons pour les vitraux des églises de Strasbourg, dont :
- « Saint Jean au Calvaire »

- « Le Christ en croix »

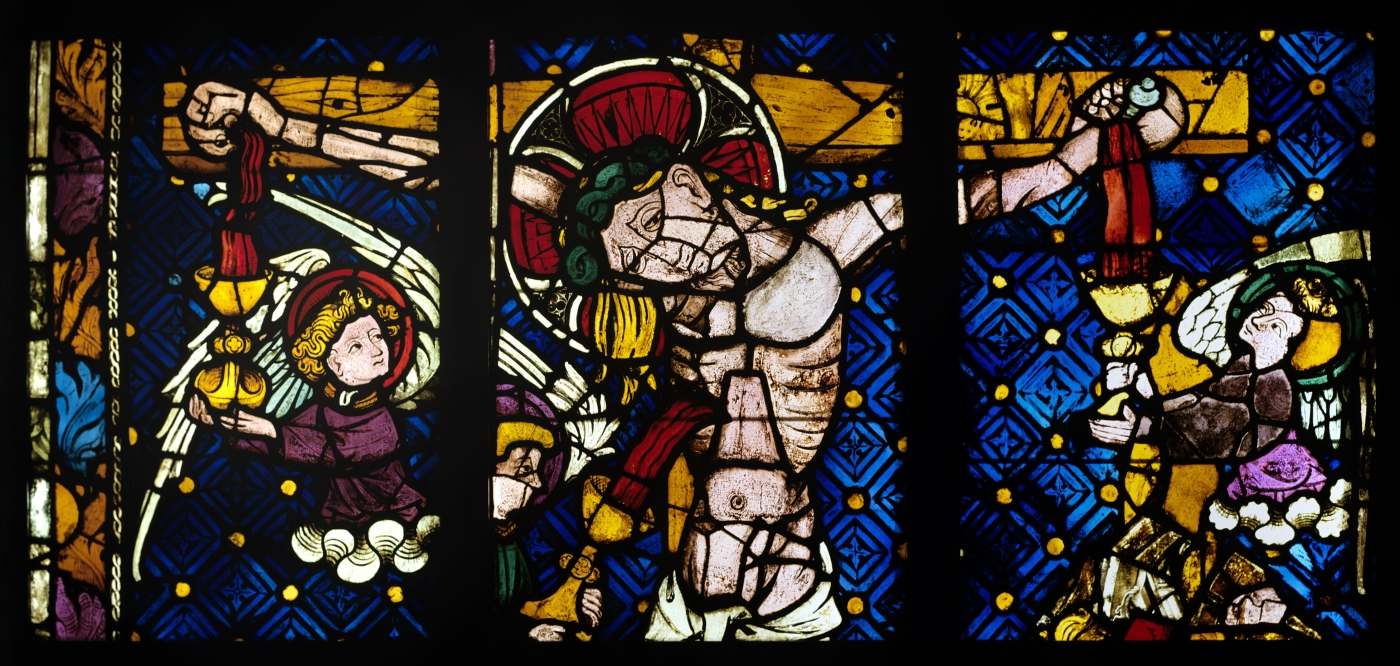
Christ en croix.
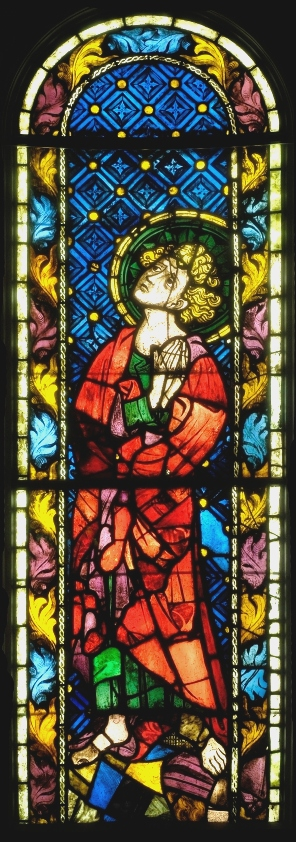
Saint Jean au Calvaire.